# Gregory Bateson
Gregory Bateson (Grantchester, Inglaterra, 9 de maio de 1904 — São Francisco, Califórnia, 4 de julho de 1980) foi um antropólogo, cientista social, linguista e semiólogo inglês, cujo trabalho abrangeu diversos campos do conhecimento.
Na década de 1940, ele ajudou a estender a teoria de sistemas e a cibernética para as ciências sociais e comportamentais.
Nos anos 1950, Bateson e seus colegas de Palo Alto desenvolveram a teoria do duplo vínculo da esquizofrenia, no âmbito do que ficou conhecido como Bateson Project (1953–1963).
Ele passou a última década de sua vida desenvolvendo uma "meta-ciência" da epistemologia, a fim de reunir as várias formas primitivas de teoria de sistemas desenvolvidas em diferentes campos da ciência. Seus escritos incluem Passos para uma Ecologia da Mente (1972) e Mente e Natureza (1979).
O interesse de Bateson na teoria dos sistemas e na cibernética constitui o fio condutor de seu trabalho. Bateson esteve interessado na relação desses campos com a epistemologia. Sua associação com o editor e autor Stewart Brand ajudou a ampliar sua influência. Desde a década de 70 o interesse pelos estudos de Bateson vem crescendo.

## Nova Guiné e Ilha de Bali
Gregory Bateson estudou zoologia em Londres e biologia em Cambridge. Combinou estes dois campos de estudos em suas primeiras experiências antropológicas de trabalho de campo com os nativos da Nova Guiné e da Ilha de Bali. A partir da Nova Guiné, escreveu o livro Naven: a Survey of the Problems Suggestes by a Composite Picture of the Culture of a New Guinea Tribe Drawn from Three Points of View (1936). A partir de Bali (de março de 1936 até 1939), e junto com Margaret Mead, resultou o livro Balinese Character - A Photographic Analysis, que tornou-se mítico por estar à frente de seu tempo. À época de sua publicação, ainda não se discutiam amplamente as questões epistemológicas e heurísticas envolvendo os diferentes suportes comunicacionais – verbais (fala, escrita) e visuais (desenhos, pinturas) – e como eles poderiam atuar de forma complementar, respeitando suas singularidades sígnicas.
Já neste momento de sua obra, Bateson esboçava aspectos do que viria a ser o cerne de sua obra - a comunicação. Analisando antropologicamente aspectos culturais desta tribo, Bateson observou dois tipos de relações que determinariam as dinâmicas sociais: relações simétricas e relações complementares.
As relações simétricas seriam aquelas nas quais os grupos ou indivíduos comunicantes compartilham anseios, aspirações, expectativas e modelos comuns e, por este motivo, colocam-se em posições antagônicas, buscando então, formas simétricas de relação.
Já as relações complementares seriam constituídas quando as aspirações dos grupos ou indivíduos comunicantes são fundamentalmente diferentes, e, portanto, a submissão de uns constitui uma resposta à dominação de outros. Para Bateson, tanto as relações simétricas quanto as complementares precisam ser trabalhadas socialmente para evitar a cismogênese.

## Escola de Palo Alto
Nos Estados Unidos, Califórnia, Bateson uniu-se ao grupo da chamada Escola de Palo Alto (conhecida como o Colégio Invisível) e ao Mental Research Institute (MRI). A partir desta experiência, foi publicado em 1981 o livro La Nouvelle Communication, com várias reedições desde então. Na primeira parte, é feita uma apresentação geral e histórica da eclosão da Escola de Palo Alto, descrevendo seus componentes e sintetizando os principais empreendimentos. Na segunda parte do livro, Yves Winkin oferece, para cada dos integrantes do Colégio Invisível, um texto representativo do pensamento de cada um dos autores, seguido de uma entrevista com eles - Bateson, Ray L. Birdwhistell, Erving Goffman, Edward T. Hall, Donald deAvila Jackson, Albert E. Scheflen, Stuart Sigman e Paul Watzlawick, todos antropólogos ou psiquiatras.

## Macy Conferences
Entre os anos de 1946 e 1953, Gregory Bateson integrou o grupo reunido sob o nome de Macy Conferences, contribuindo para a consolidação da teoria cibernética junto com outros cientistas renomados: Arturo Rosenblueth, Heinz von Foerster, John von Neumann, Julian Bigelow, Kurt Lewin, Lawrence Kubie, Lawrence K. Frank, Leonard J. Savage, Molly Harrower, Norbert Wiener, Paul Lazarsfeld, Ralph W. Gerard, Walter Pitts, Warren McCulloch e William Ross Ashby; além de Claude Shannon, Erik Erikson, Max Delbrück e a própria Margaret Mead.

## Teoria do Duplo Vínculo
Bateson dedicou especial atenção às relações entre a esquizofrenia e os padrões de comunicação, que originou a Teoria do Duplo Vínculo (Double Bind). Em suas pesquisas sobre as interações humanas, a partir da investigação das formas animais de comunicação, como em estudos de caráter ecológico e etnográfico, sua preocupação era sempre epistemológica. Uma discussão aprofundada deste conceito pode ser encontrada no livro A pragmática da comunicação humana, de Paul Watzlawick, Janet Helmick Beavin e Don D. Jackson – colegas de Bateson na Escola de Palo Alto.

## Enquadramento (Framing)
Após dedicar-se ao estudo da esquizofrenia e das relações estabelecidas no contexto psicoterápico, Bateson passou a focar-se na comunicação, propondo em 1954 o conceito de *enquadramento* (framing). Essa ideia foi introduzida no artigo A Theory of Play and Fantasy, apresentado durante o encontro da Associação Americana de Psiquiatria. No texto, Bateson buscou explicar como as interações humanas se ancoram em quadros de sentido que moldam a interpretação e a ação dos indivíduos envolvidos na comunicação.
Bateson distinguiu três níveis dentro da comunicação verbal: o nível denotativo, que se refere ao conteúdo literal de uma mensagem; o nível metalinguístico, que trata da forma como a linguagem pode ser ressignificada; e o nível metacomunicativo, que diz respeito aos elementos que definem a relação entre os falantes.
Para ilustrar a noção de enquadramento, Bateson observou o comportamento de animais em um zoológico de São Francisco. Em uma de suas análises, descreveu dois macacos brincando. Apesar de os movimentos se assemelharem a uma luta, os animais conseguiam distinguir que se tratava apenas de uma brincadeira. Isso era possível graças à metacomunicação, que fornecia sinais indicando um contexto lúdico. Essa capacidade de diferenciar brincadeira e confronto real exemplifica como o enquadramento define o significado das ações dentro de uma situação específica.
O enquadramento, portanto, funciona como um sistema de pistas contextuais que orienta os participantes de uma interação sobre o que está ocorrendo. Segundo Bateson, todo enquadramento é, por natureza, metacomunicativo — ele informa aos envolvidos o tipo e a natureza da relação que está em curso, permitindo que interpretem adequadamente o sentido das mensagens trocadas.

## Livros em destaque
No conjunto de sua obra, alguns dos livros mais importantes são:
- Naven: A Survey Of The Problems Suggestes By A Composite Picture Of The Culture Of A New Guinea Tribe Drawn From Three Points Of View (1936) - Obra considerada um elo entre a antropologia e a cibernética.
- Balinese Character, A Photographic Analysis (1942), publicado pela New York Academy of Sciences.
- Steps To An Ecology Of Mind (1972)
- Mind And Nature, A Necessary Unity (1979), escrito um ano antes de seu falecimento e publicado no Brasil com o título Mente e Natureza pela editora Francisco Alves/RJ (1986). Neste livro encontra-se uma das mais notáveis ideias produzidas pelo pensamento batesoniano, que é a definição de informação: "informação é a diferença que faz diferença".
- Gaia, A Way Of Knowing (1987), publicação póstuma no Brasil com o título Gaia, Uma Teoria do Conhecimento pela editora Gaia/SP (2001) - Livro organizado por William Irwin Thompson que reúne textos de outros autores além de Bateson, como Francisco Varela, Humberto Maturana, James Lovelock, Lynn Margulis, Henri Atlan, John Todd, Hazel Henderson, e do próprio organizador.
- Angels Fear: Towards An Epistemology Of The Sacred (1988), publicação póstuma e co-escrito por sua filha Mary Catherine Bateson.
- A Sacred Unity, Further Steps To An Ecology Of Mind (1991), publicação póstuma na Espanha com o título Una Unidad Sagrada, Pasos Ulteriores Hacia una Ecología de la Mente pela Editorial Gedisa/Barcelona (1993) - Livro póstumo organizado pelo seu aluno Rodney Donaldson, em Seattle/Washington/EUA.